# 강서구 갑
서울 강서구 갑은 대한민국의 국회의원 선거구이다. 서울특별시 강서구 일부 지역을 관할한다. 현 지역구 국회의원은 더불어민주당의 강선우이다.

## 역사
1988년 대한민국 제13대 국회의원 선거를 앞두고 강서구 선거구에서 분리되면서 신설되었다. 신설 당시 강서구 갑은 화곡동 일대를 전부 포함했으며, 나머지 지역인 염창동, 등촌동, 가양동, 발산동, 공항동, 방화동, 과해동은 강서구 을로 묶였다.
2000년 대한민국 제16대 국회의원 선거를 앞두고 선거구 개편이 이뤄져, 이전에 강서구 을에 속했던 등촌2동과 발산1동, 발산2동이 강서구 갑으로 넘어왔다.
2016년 대한민국 제20대 국회의원 선거를 앞두고 강서구의 인구가 상한선을 초과하면서 강서구 병이 신설되었다. 이에 강서구 갑의 등촌2동, 화곡4동, 화곡본동, 화곡6동 지역이 강서구 병으로 편입되었다. 이에 따라 강서구 갑의 관할 지역은 화곡1~3동, 화곡8동, 발산1동, 우장산동이 남게 되었다.

## 관할 구역
| 대수      | 관할 구역 |
| --------- | --- |
| 13대      | 강서구 화곡본동, 화곡제1동, 화곡제2동, 화곡제3동, 화곡제4동, 화곡제5동                                                                   |
| 14대~15대 | 강서구 화곡본동, 화곡제1동, 화곡제2동, 화곡제3동, 화곡제4동, 화곡제5동, 화곡제6동, 화곡제7동, 화곡제8동                                  |
| 16대~17대 | 강서구 등촌제2동, 화곡본동, 화곡제1동, 화곡제2동, 화곡제3동, 화곡제4동, 화곡제5동, 화곡제6동, 화곡제7동, 화곡제8동, 발산제1동, 발산제2동 |
| 18대      | 강서구 등촌제2동, 화곡본동, 화곡제1동, 화곡제2동, 화곡제3동, 화곡제4동, 우장산동, 화곡제6동, 화곡제7동, 화곡제8동, 발산제1동, 발산제2동  |
| 19대      | 강서구 등촌제2동, 화곡본동, 화곡제1동, 화곡제2동, 화곡제3동, 화곡제4동, 우장산동, 화곡제6동, 화곡제8동, 발산제1동                        |
| 20대~현재 | 강서구 화곡제1동, 화곡제2동, 화곡제3동, 화곡제8동, 발산제1동, 우장산동                                                                   |

## 역대 국회의원
| 선거   | 정당 | 정당           | 의원   |
| ------ | ---- | -------------- | ------ |
| 1988년 |      | 평화민주당     | 이원배 |
| 1992년 |      | 민주당         | 박계동 |
| 1996년 |      | 새정치국민회의 | 신기남 |
| 2000년 |      | 새천년민주당   | 신기남 |
| 2004년 |      | 열린우리당     | 신기남 |
| 2008년 |      | 한나라당       | 구상찬 |
| 2012년 |      | 민주통합당     | 신기남 |
| 2016년 |      | 더불어민주당   | 금태섭 |
| 2020년 |      | 더불어민주당   | 강선우 |
| 2024년 |      | 더불어민주당   | 강선우 |

## 역대 선거 결과

### 대한민국 제13대 국회의원 선거
|  | 26.93% |

|  | 25.75% |

|  | 23.03% |

|  | 21.21% |

|  | 3.06% |

### 대한민국 제14대 국회의원 선거
|  | 33.93% |

|  | 32.31% |

|  | 28.64% |

|  | 2.84% |

|  | 2.26% |

### 대한민국 제15대 국회의원 선거
|  | 33.63% |

|  | 29.88% |

|  | 27.50% |

|  | 8.00% |

|  | 0.56% |

|  | 0.40% |

### 대한민국 제16대 국회의원 선거
|  | 50.37% |

|  | 39.77% |

|  | 5.47% |

|  | 3.69% |

|  | 0.67% |

### 대한민국 제17대 국회의원 선거
|  | 51.22% |

|  | 35.44% |

|  | 10.80% |

|  | 2.52% |

### 대한민국 제18대 국회의원 선거
|  | 49.58% |

|  | 41.28% |

|  | 4.51% |

|  | 3.67% |

|  | 0.94% |

### 대한민국 제19대 국회의원 선거
|  | 48.71% |

|  | 42.48% |

|  | 4.80% |

|  | 2.89% |

|  | 0.79% |

|  | 0.30% |

### 대한민국 제20대 국회의원 선거
|  | 37.24% |

|  | 32.16% |

|  | 15.93% |

|  | 8.22% |

|  | 6.42% |

### 대한민국 제21대 국회의원 선거
|  | 55.89% |

|  | 38.37% |

|  | 4.84% |

|  | 0.46% |

|  | 0.42% |

### 대한민국 제22대 국회의원 선거
|  | 58.55% |

|  | 38.67% |

|  | 2.77% |